# Hakuba
Hakuba (白馬村 Hakuba-mura?) es una villa en la prefectura de Nagano, Japón, localizada en la parte central de la isla de Honshū, en la región de Chūbu. El 1 de marzo de 2021 tenía una población estimada de 8621 habitantes y una densidad de población de 46 personas por km². Hakuba es una ciudad de esquí de renombre internacional en los Alpes del norte de Japón. Como el valle circundante tiene una caída anual de nieve de más de 11 metros, es el centro neurálgico de 10 estaciones de esquí con más de 200 pistas. La villa fue el lugar principal de los eventos de esquí alpino, salto y cross-country en los Juegos Olímpicos de invierno 1998.

## Geografía
Hakuba se encuentra en una cuenca montañosa en el extremo noroeste de la prefectura de Nagano, bordeada por la prefectura de Toyama al oeste. Las montañas Tateyama de 2900 metros bordean la villa al oeste. Gran parte de la villa se encuentra dentro de los límites del parque nacional Chūbu-Sangaku.

## Historia
El área de la Hakuba actual era parte de la antigua provincia de Shinano y parte del territorio controlado por el dominio Matsumoto bajo el shogunato Tokugawa del período Edo. Hakuba fue una vez parte de la ruta llamada ruta de la sal utilizada para llevar sal y otros productos marinos desde la costa de Itoigawa en la provincia de Echigo (ahora prefectura de Niigata). Sin embargo, gran parte del área todavía era bosque virgen hasta bien entrado el período Meiji, y un censo en 1881 contó con solo 31 hogares.
La villa moderna de Hakuba fue establecida el 30 de septiembre de 1956 por la fusión de las villas de Hokujo y Kamishiro.

## Demografía
Según los datos del censo japonés, la población de Hakuba se ha mantenido relativamente estable en los últimos 50 años.
| Gráfica de evolución demográfica de Hakuba entre 1940 y 2015 |
|                                                              |
| Oficina de Estadísticas de Japón                             |